# San Siro 2007
San Siro 2007 è l'undicesimo album (il secondo live) della cantante italiana Laura Pausini pubblicato il 30 novembre 2007. È il suo secondo album live.

## Descrizione
L'album viene registrato durante il concerto tenuto da Laura Pausini il 2 giugno 2007 allo Stadio Giuseppe Meazza di San Siro a Milano. Tra le tracce live è presente anche il brano She (Uguale a lei), finora mai pubblicato in CD.
Il concerto è stato interamente ripreso in pellicola 16mm utilizzando 12 cineprese ed un elicottero per le riprese aeree. La regia è stata curata da Cristian Biondani.
Viene prodotto anche un DVD, venduto sia allegato al CD sia singolarmente, che contiene il concerto ed alcune immagini dal backstage con interviste a chi ha lavorato dietro le quinte.
Dal punto di vista tecnico, la realizzazione del CD e del DVD ha richiesto grande sforzo a causa della pioggia battente che cade per quasi tutta la durata del concerto, creando non pochi problemi ai tecnici del suono.
L'album viene anticipato dal singolo Live Destinazione Paradiso, trasmesso in radio dal 2 novembre 2007. Il 2° singolo estratto è Y mi banda toca el rock.

## Il concerto
Il concerto del 2 giugno 2007 ha introdotto tecnologie mai sperimentate prima in Italia per le grandi manifestazioni, ed è stato il primo concerto tenuto da un'artista femminile allo Stadio Giuseppe Meazza di San Siro a Milano. Sold out, 70.000 spettatori proveniente da tutta Italia e da tutto il mondo, perfino da Messico, Brasile e Giappone. Inoltre erano presenti tra gli ospiti più illustri gli amici della Pausini da lei personalmente invitati: Biagio Antonacci ed Eros Ramazzotti, i giocatori del Milan, di cui è tifosa, oltre agli stilisti di fama mondiale Roberto Cavalli, Giorgio Armani, Dan e Dean Caten.
Lo show, interamente progettato e costruito in Italia, è stato allestito per la prima volta il 24 maggio 2007 allo Stadio Comunale dell'Isola della Schiusa di Grado, in occasione della data zero, comportando oltre un mese di lavoro. Con 700 persone impiegate, in 5 giorni, 24 ore su 24, utilizzando 23 autocarri, è stato poi trasportato e montato allo Stadio Giuseppe Meazza di San Siro a Milano.
Palco
Il palco è allestito a forma di vela, della larghezza di 70 m, una profondità di 24 e 20 m d'altezza. Si trovano il maxischermo centrale avente una superficie di 90 m2 che proietta videoclip girati appositamente dalla cantante, e i maxischermi laterali di 40 m2 che trasmettono in diretta il concerto. La coreografia prevede inoltre 300 m2 di Mistrip, strisce di schermi utilizzate per ricreare effetti grafici, che in Italia non sono mai stati introdotti. L'impianto di illuminazione, inoltre è composto da 260 fari motorizzati e 350 corpi illuminanti, in grado di generare complessivamente 1 GigaWatt di potenza. L'impianto audio è costituito da 64 casse Main Cluster, 40 casse per Sub, circa 20 punti Delay sul secondo e terzo anello, 207 casse e 18 Sub, in grado di generare un totale di 500.000 Watt di potenza. Dietro le quinte, al lavoro una produzione di 120 persone trasportata da 18 autocarri e 700 addetti supplementari.
Televisione
Il concerto viene trasmesso in diretta su Rosso Alice e successivamente viene messo a disposizione degli abbonati da Alice Home TV. In seguito il concerto viene trasmesso su Italia 1 l'11 dicembre 2007 ottenendo 2.835.000 telespettatori con l'11,16% di share, su MTV il 21 gennaio 2008 ottenendo il 7,9% di share e di nuovo su Italia 1 il 25 dicembre 2008 (insieme al videoclip di Invece no) ottenendo 1.455.000 telespettatori.
Così la cantante romagnola ha introdotto il concerto:

## Edizioni

### San Siro 2007(CD)+(DVD)
L'edizione CD+DVD è un cofanetto cartonato composto da:
- CD con 15 tracce live.
- DVD che contiene il video del concerto.

Tracce CD
- CD+DVD: 5051442515121

1. Io canto (Live) – 5:15 (testo: Marco Luberti – musica: Riccardo Cocciante)
2. Gente (Live) – 3:50 (testo: Cheope, Marco Marati – musica: Angelo Valsiglio)
3. Destinazione Paradiso (Live) – 3:55 (testo: Gianluca Grignani, Massimo Luca – musica: Gianluca Grignani)
4. Medley (Live) – 7:53
5. La solitudine (Live) – 4:14 (testo: Federico Cavalli, Pietro Cremonesi – musica: Angelo Valsiglio, Pietro Cremonesi)
6. Ascolta il tuo cuore (Live) – 4:17 (testo: Cheope, Fabrizio Pausini – musica: Vito Mastrofrancesco, Alberto Mastrofrancesco, Charles Cohiba)
7. Medley (Live) – 4:25
8. Medley (Live) – 3:54
9. Medley (Live) – 7:29
10. Dispárame, dispara (Live) – 4:09 (testo: Samuele Bersani, Lucio Dalla - adatt. spagnolo: Ortiz, Laura Pausini – musica: Samuele Bersani, Giuseppe D'Onghia)
11. Non me lo so spiegare (feat. Tiziano Ferro) (Live) – 4:42 (testo e musica: Tiziano Ferro)
12. Y mi banda toca el rock (Live) – 3:59 (testo e musica: Ivano Fossati - adatt. spagnolo: Hidalgo)
13. Medley (Live) – 8:21
14. Come se non fosse stato mai amore (Live) – 4:01 (testo: Laura Pausini, Cheope – musica: Daniel Vuletic)
15. Una storia che vale (Live) – 6:13 (testo: Laura Pausini, Cheope – musica: Daniel Vuletic)

Durata totale: 76:37
Tracce DVD
1. Io canto (Video live) – 5:40 (testo: Marco Luberti – musica: Riccardo Cocciante)
2. Gente (Video live) – 4:00 (testo: Cheope, Marco Marati – musica: Angelo Valsiglio)
3. Destinazione Paradiso (Video live) – 3:46 (testo: Gianluca Grignani, Massimo Luca – musica: Gianluca Grignani)
4. E ritorno da te (Video live) – 4:18 (testo: Laura Pausini, Cheope – musica: Daniel Vuletic)
5. Medley (Video live) – 7:53
6. La solitudine (Video live) – 4:11 (testo: Federico Cavalli, Pietro Cremonesi – musica: Angelo Valsiglio, Pietro Cremonesi)
7. Ascolta il tuo cuore (Video live) – 4:19 (testo: Cheope, Fabrizio Pausini – musica: Vito Mastrofrancesco, Alberto Mastrofrancesco, Charles Cohiba)
8. Medley (Video live) – 4:21
9. Medley (Video live) – 5:07
10. Tra te e il mare (Video live) – 4:26 (testo e musica: Biagio Antonacci)
11. Un'emergenza d'amore (Video live) – 4:10 (testo: Laura Pausini, Cheope, Massimo Pacciani – musica: Eric Buffat)
12. Dispárame, dispara (Video live) – 4:12 (testo: Samuele Bersani, Lucio Dalla - adatt. spagnolo: Ortiz, Laura Pausini – musica: Samuele Bersani, Giuseppe D’Onghia)
13. Medley (Video live) – 8:19
14. Resta in ascolto (Video live) – 3:32 (testo: Laura Pausini, Cheope – musica: Daniel Vuletic)
15. Due (Video live) – 4:38 (testo: Raf, Cheope – musica: Raf)
16. Medley (Video live) – 6:33
17. Non me lo so spiegare (feat. Tiziano Ferro) (Video live) – 4:59 (testo e musica: Tiziano Ferro)
18. Medley (Video live) – 15:42
19. Le cose che vivi (Video live) – 7:46 (testo: Cheope, Fabrizio Pausini – musica: Giuseppe Carella, Fabrizio Baldoni, Gino De Stefani)
20. Una storia che vale (Video live) – 7:10 (testo: Laura Pausini, Cheope – musica: Daniel Vuletic)
21. Come se non fosse stato mai amore (Video live) – 4:03 (testo: Laura Pausini, Cheope – musica: Daniel Vuletic)
22. Incancellabile (Video live) – 7:07 (testo: Cheope – musica: Giuseppe Carella, Fabrizio Baldoni, Gino De Stefani)
23. Credits – 3:19
24. Backstage – 4:49

Durata totale: 134:20

### San Siro 2007(CD)
In Giappone San Siro 2007 viene venduto in versione singola, solo CD senza DVD. Le tracce audio sono le stesse della versione doppia.
- CD: 9787880052855

### San Siro 2007(DVD)
In Italia e Brasile San Siro 2007 viene venduto anche in versione singola, solo DVD senza CD. Le tracce video sono le stesse della versione doppia.
- DVD: 5051442479720

## Registrazione
- Stadio Giuseppe Meazza, San Siro, Milano: registrazione, 2 giugno 2007.
- ORS Oliveta Recording Studio, Castel Bolognese: mixaggio.
- Nautilus Studio, Milano: masterizzazione.

## Crediti
- Laura Pausini: voce
- Bruno Zucchetti: pianoforte, tastiera
- Lorenzo Maffia: tastiere, Additional Piano
- Cesare Chiodo: basso
- Alfredo Golino: batteria
- Paolo Carta: chitarra
- Gabriele Fersini: chitarra
- Adriano Martino: chitarra
- Roberta Granà: cori
- Barbara Zappamiglio: cori
- Massimo Guerini: cori

## Promozione
Singoli e videoclip
| Singolo e videoclip     | Regista                             | Data di uscita  |
| ----------------------- | ----------------------------------- | --------------- |
| Destinazione Paradiso   | Gaetano Morbioli, Cristian Biondani | 2 novembre 2007 |
| Y mi banda toca el rock | Gaetano Morbioli, Cristian Biondani | novembre 2007   |

## Riconoscimenti
Con San Siro 2007 Laura Pausini ottiene il 3 giugno 2008 due premi Wind Music Awards, per il CD e il DVD (in onda su Rai 1 il 4).

## Successo commerciale
L'album San Siro 2007 vende in totale 500 000 copie: 120 000 copie in Italia; 380.000 nel resto del mondo.

## Classifiche

### Classifiche settimanali
| Classifica (2007-2008) | Posizione massima |
| ---------------------- | ----------------- |
| Belgio (Vallonia)      | 57                |
| Francia                | 135               |
| Italia                 | 5                 |
| Italia (DVD)           | 3                 |
| Messico                | 50                |
| Svizzera               | 26                |
| Spagna (DVD)           | 10                |

### Classifiche di fine anno
| Classifica (2007) | Posizione |
| ----------------- | --------- |
| Italia            | 9         |
| Classifica (2008) | Posizione |
| Italia            | 12        |